# Trigonella fimbriata
Trigonella fimbriata är en ärtväxtart som beskrevs av George Bentham. Trigonella fimbriata ingår i släktet trigonellor, och familjen ärtväxter. IUCN kategoriserar arten globalt som livskraftig. Inga underarter finns listade i Catalogue of Life.